# Gran Premio Capodarco 2012
Il Gran Premio Capodarco 2012, quarantunesima edizione della corsa e valida come evento dell'UCI Europe Tour 2012 categoria 1.2, si svolse il 14 agosto 2012 su un percorso di 180 km. Fu vinto dall'italiano Gianfranco Zilioli che terminò la gara in 4h24'00", alla media di 40,9 km/h.
Partenza con 200 ciclisti in rappresentanza di 42 squadre.

## Ordine d'arrivo (Top 10)
| Pos. | Corridore            | Squadra         | Tempo    |
| ---- | -------------------- | --------------- | -------- |
| 1    | Gianfranco Zilioli   | Team Colpack    | 4h24'00" |
| 2    | Jay McCarthy         | Team Jayco-AIS  | a 30"    |
| 3    | Stanislaŭ Bažkoŭ     | Palazzago       | a 35"    |
| 4    | Juan Pablo Valencia  | C. Montegranaro | a 40"    |
| 5    | Luciano Barindelli   | Carmiooro       | s.t.     |
| 6    | Matthias Krizek      | Marchiol        | s.t.     |
| 7    | Michele Gazzara      | Zalf-Désirée    | s.t.     |
| 8    | Mirko Boschi         | Team Colpack    | s.t.     |
| 9    | Innocenzo Di Lorenzo | Aran-D'Angelo   | s.t.     |
| 10   | Kristian Sbaragli    | Team Hopplà     | s.t.     |